# The Spirit (2008)
The Spirit ist ein US-amerikanischer Film aus dem Jahr 2008. Der Film basiert auf dem gleichnamigen Comic, welcher von Will Eisner in den 1940er Jahren erschaffen wurde.

## Handlung
Der Ermittler Denny Colt kehrt nach seiner Auferstehung von den Toten mit einer besonderen Fähigkeit zurück: Er kann nicht sterben. Als maskierter Rächer „The Spirit“ unterstützt er fortan die Polizei des Molochs Central City bei der Verbrechensbekämpfung.
Über seine undurchsichtige Jugendliebe, die durchtriebene Meisterdiebin Sand Saref, gerät er erneut an seinen Erzfeind Octopus. Mit seiner attraktiven Gehilfin Silken Floss ergeht sich der größenwahnsinnige Wissenschaftler nicht nur in Allmachtsphantasien und Weltherrschaftsutopien, sondern teilt mit ihr auch ein Faible für irrwitzige Kostümierungen und theatralische Auftritte. Der „Spirit“ macht sich auf, dem illustren Treiben ein für alle Mal ein Ende zu setzen.
Im finalen Showdown stehen sich Octopus und der „Spirit“ gegenüber, dem eine Übermacht von Polizei und Militär Rückendeckung geben. Auch Sand Saref ist zugegen, da sie hier mit Octopus ein Tauschgeschäft schließen wollte. Im letzten Moment gelingt es, Octopus davon abzuhalten, das Blut des Herakles zu trinken, um dadurch ein Gott zu werden. Der „Spirit“ sprengt Octopus daraufhin mit einer Handgranate in die Luft, wodurch seine Körperteile soweit voneinander getrennt werden, dass seine Selbstheilungskräfte nicht ausreichen, um sich von den Verletzungen zu erholen. Sand Saref schützt ihren ehemaligen Geliebten, den Spirit, mit Hilfe des Goldenen Vlieses, das sie im Tausch für das Blut Herakles’ erhalten hatte. Der „Spirit“ wähnt sich als Sieger aus der Auseinandersetzung hervorgegangen zu sein. Unterdessen hebt Silken Floss einen Finger von Octopus auf, um ihn ins Labor zu bringen.

## Hintergrund
Der Film wurde 2008 von Batfilm, OddLot und Lionsgate nach einem Drehbuch von Frank Miller, der auch Regie führte, in den Albuquerque Studios in Albuquerque in New Mexico produziert. Die Dreharbeiten begannen am 8. Oktober 2007 und endeten am 14. Dezember 2007. Dabei wurden 50 Drehtage für Greenscreen-Aufnahmen benötigt. Die Hauptrolle des Spirit spielt Gabriel Macht. Die Musik komponierte David Newman. The Spirit ist am 25. Dezember 2008 in den USA angelaufen, wurde ab dem 31. Dezember 2008 in der Schweiz gezeigt und wurde am 5. Februar 2009 in den deutschen Kinos veröffentlicht. Am Eröffnungswochenende wurden fast 6,5 Millionen US-Dollar eingenommen, in den ersten vier Tagen spielte der Film 10,3 Millionen Dollar ein. Insgesamt stieg die eingespielte Summe auf 39 Millionen Dollar.
Im Film sind die Namen mehrerer Comic-Buch-Autoren als Firmennamen zu lesen, darunter Feiffer sowie Ditko, dessen Name auf einem LKW zu lesen ist, der von Silken Floss gefahren wird. Die drei Rollennamen der Klone Logos, Pathos und Ethos sind von Aristoteles entlehnt. Sämtliche Namen der Klone, die diese jeweils als Aufdruck auf ihrem T-Shirt tragen, enden auf „-os“, so auch die beiden kurz vor dem Abspann zu sehenden Klone Adios und Amigos.
Dr. Ellen Dolan verwendet die Phrase „hard goodbye“ (dt. schwerer Abschied) als Metapher für den Tod. Gleichzeitig ist dies der Titel der Geschichte von Marv in Sin City, dessen Drehbuch ebenfalls Frank Miller verfasste.
Die Unterwasser-Szenen wurden in der Dry-for-wet-Technik gedreht, bei der das Wasser durch geschickte Beleuchtung und Schwebteile simuliert wird, was Eva Mendes entgegenkam, da diese zum Zeitpunkt der Dreharbeiten nicht schwimmen konnte.

## Kritik

### In den Vereinigten Staaten
Laut dem amerikanischen Kritiker Roger Ebert enthält der Film „keine Spur menschlicher Gefühle“, mit der Vorlage sei lieblos umgegangen worden. Man habe dem Stil zu viel Aufmerksamkeit geschenkt, sodass der Film nur aus Posen, Dekolletés, üblen Verletzungen und miesen Dialogen bestünde. Gabriel Macht spiele zu introvertiert und Samuel L. Jackson als Octopus zu übertrieben.

### In der deutschsprachigen Presse
In der deutschsprachigen Presse wurde The Spirit mit wenigen Ausnahmen negativ aufgenommen. Am ehesten sah man im „äußerst artifiziellen“ visuellen Stil eine Stärke des Films, der berauschend aussehe, einen „coolen Kunst-Look“ habe oder in einzelnen Bildern beeindruckend sei. Es war aber auch von „visuellem Gefasel“ die Rede. Während ein Teil der Kritik von einer geglückten Besetzung sprach, und von Darstellern, die alles aus ihren Rollen herausholten, meinte ein anderer Teil, sie stünden nur herum, seien schlecht geführt, und Samuel Jackson überziehe seine Rolle. Es hieß auch, die Hauptfigur verblasse vor den Nebenfiguren.
Die Berliner Zeitung stellte fest, dass es viel zu sehen gäbe – man müsse nur zur Zielgruppe gehören. epd Film glaubte, dass der Film nicht eigenständig funktioniert, sondern nur bei einem Publikum ankommt, das mit der Bildsprache der Comicvorlage vertraut ist und sie schätzt. Gemäß der Welt muss man die von Miller entworfene Welt erstmal mögen. Spiegel Online bezeichnete eine Szene mit Johansson in Nazi-Uniform als haarsträubend absurd. epd Film verstand die Produktion als „eine vom kompromisslosen Stilwillen seines Schöpfers geprägte Huldigung an die Wurzeln der amerikanischen Comickultur.“ Andere sahen das Potenzial der Vorlage ungenutzt und meinten, Millers kontrastreiche Ästhetik habe überhaupt nichts mit Eisners Comicreihe zu tun.
Die wohlwollenden Besprechungen in epd Film und der Süddeutschen Zeitung fanden eine Stärke in der Reduktion aufs Wesentliche und Extreme, man spüre „eine naive, beinah kindliche, unzähmbare Lust am Filmemachen“, die weder ernst genommen werden noch die Welt erklären wolle, Miller huldige der Naivität der 1940er und 1950er Jahre, sein Film enthalte aber auch „triviale Popkultur-Klischees“, und Tiefschläge gegen den guten Geschmack. Auch mehrere andere Rezensionen empfanden den Erzählton als geschmacklich daneben oder albern und peinlich. Zwar sei Miller als Comic-Zeichner sehr begabt, aber kein Regisseur. Rufe der Film in den ersten Minuten noch einen guten Eindruck hervor, werde bald klar, dass Miller nicht erzählen könne, und man frage sich, wann der Film endlich beginne. Er sei ein blutleeres Konstrukt ohne Herz und Geist, dessen sinn- und ziellose Szenen von keiner kohärenten Handlung und Figurenmotivation zusammengehalten werden. Der „schick gestylte unverständliche Quark“ komme wegen der Stilisierung gekünstelt und steril rüber. Neben sinnlosen und überlangen Dialogen bemängelten einige Kritiken Schwerfälligkeit und Mangel an Tempo. Miller möge ein Meister sein in der Erzeugung von Kinetik zwischen den Bildrahmen im Comic, als Regisseur echter Bewegungsabläufe habe er jedoch kein Gespür für Rhythmus bewiesen. Der Tagesspiegel urteilte, der Film sei ein Erlebnis der fragwürdigen, sonderbaren Art, die taz, er sei eine unschöne Mischung aus Detektivroman und Tom und Jerry und werde seinen Ambitionen nicht gerecht. Frankfurter Rundschau und Die Welt fanden ihn nicht unterhaltend, nicht einmal als Schrott, es komme kein Vergnügen auf.

## Auszeichnungen
Eva Mendes wurde 2009 bei den ALMA Awards in der Kategorie Actress in Film nominiert.

### Gespräche mit Frank Miller
- Berliner Zeitung, 5. Februar 2009, Kulturkalender S. 3: Man schickt uns jetzt Blumen
- Der Tagesspiegel, 4. Februar 2009, S. 22: „Comics sind externe Energie“

### Kritikenspiegel
Eher positiv
- epd Film Nr. 2/ 2009, S. 58, von Jörg Buttgereit (4 von 5 Sternen; nur für Anhänger der Comicreihe; äußerster Stilwille)

Gemischt
- Cinema Nr. 2/ 2009, S. 40–44, von Alex Attimonelli (Querdaumen; alberner, peinlicher Inhalt, cooler visueller Stil)
- Süddeutsche Zeitung, 5. Februar 2009, S. 12, von Tobias Kniebe: Elefant im Spielzeugladen (Film sei nicht ernstzunehmen nicht nur im negativen Sinn)

Eher negativ
- Neue Zürcher Zeitung, 5. Februar 2009, S. 41, von Michel Bodmer (2 von 5 Sternen; Besetzung geglückt, aber Film geistlos zusammengeschustert, trifft den Ton nicht)

Negativ
- Berliner Zeitung, 5. Februar 2009, Kulturkalender S. 3, von Jens Balzer: Kommt ein Nazi zum Zahnarzt („schick gestylter unverständlicher Quark“, verfehlt Comicvorlage, nur für enge Zielgruppe interessant)
- Frankfurter Rundschau, 5. Februar 2009, S. 36, von Michael Kohler: Holzschnitt (Verriss; nicht unterhaltend)
- Spiegel Online, 4. Februar 2009, von Andreas Borcholte: Der Geist, den keiner rief („Gähnen“, blasse, blutleere Totgeburt)
- Der Tagesspiegel, 4. Februar 2009, S. 22, von Sebastian Handke („vergebliches Bemühen“, langsam, ziellos, Regie ohne Talent)
- taz, 5. Februar 2009, S. 26, nicht gezeichnete Kurzkritik (missraten, schwerfällig)
- Die Welt, 5. Februar 2009, S. 29, von Holger Kreitling (bereitet kein Vergnügen)